# Bombylius vittatus
Bombylius vittatus är en tvåvingeart som först beskrevs av Joseph Hannum Painter 1926.  Bombylius vittatus ingår i släktet Bombylius och familjen svävflugor.
Artens utbredningsområde är New Mexico. Inga underarter finns listade i Catalogue of Life.